# Waarderpolder (polder)

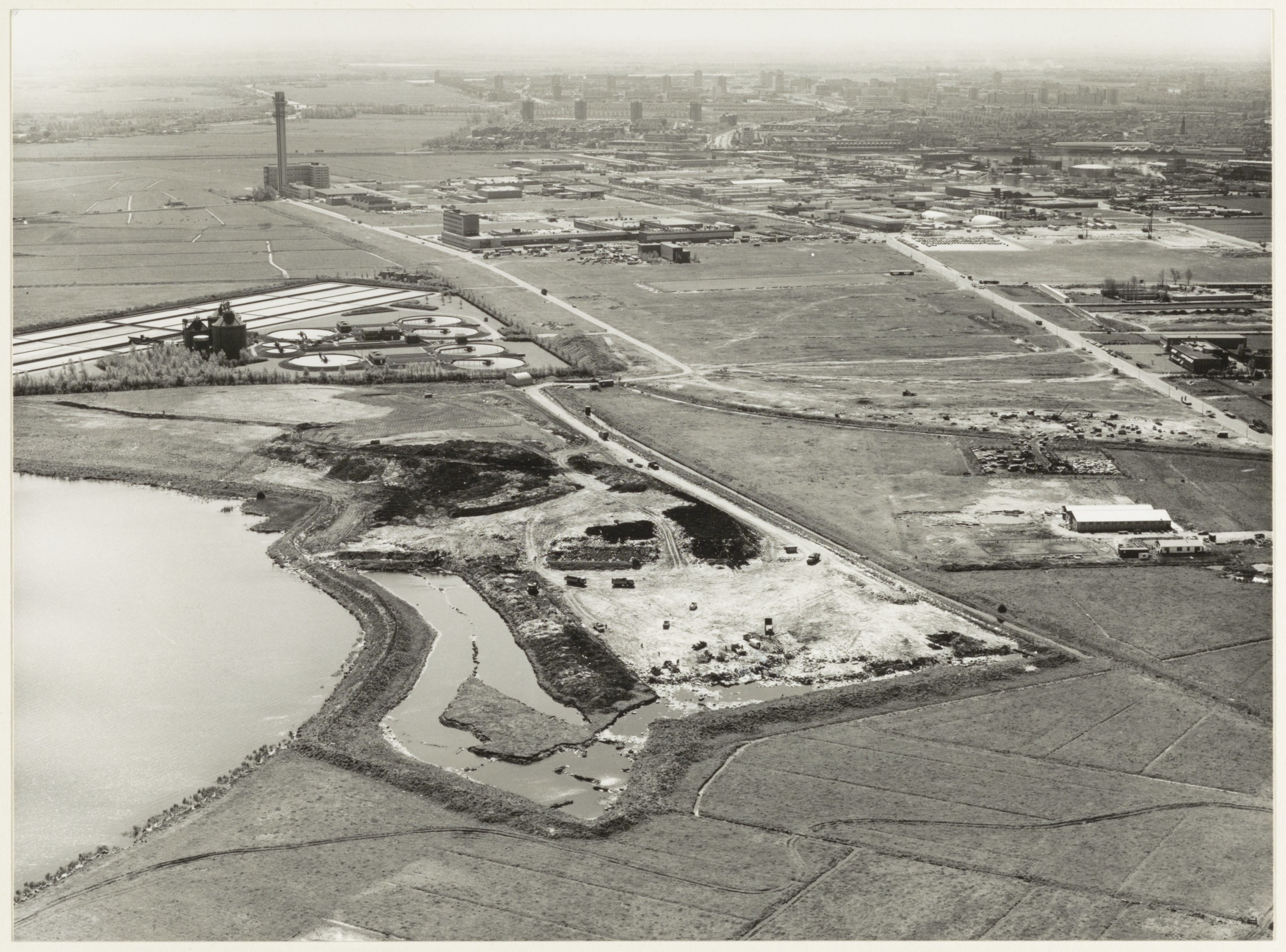
Waarderpolder vanuit het noord-oosten in 1977

De Waarderpolder is een polder ten noordoosten van het centrum van Haarlem.
De polder wordt begrensd door: aan de west- en noordwestkant het Spaarne (Noorder Buiten Spaarne), aan de zuidkant de Veerpolder, aan de oost- en noordoostkant de Liede (Binnen Liede en Mooie Nel).
De in 1862 in de Waarderpolder gebouwde windmolen, de Jonge Willem werd in 1974 verplaatst naar Warmond en heet daar de Broekdijkmolen.
De Waarderpolder vormde een zelfstandig waterschap tot en met 1978, per 1 januari 1979 ging het op in het Waterschap Groot-Haarlemmermeer, dat per 2005 opging in het Hoogheemraadschap van Rijnland.
Het grootste deel van deze polder en de Veerpolder is in de 20e eeuw ontwikkeld tot bedrijventerrein Waarderpolder. Het oostelijk deel maakt onderdeel uit van Natuurnetwerk Nederland en recreatiegebied Spaarnwoude. Samen met het oostelijk deel van de Veerpolder vormt dit deel de buurt Schoteroog en Veerpolder. In het noordoosten hiervan bevinden zich een waterzuiveringsinstallatie van het hoogheemraadschap en het park Schoteroog.

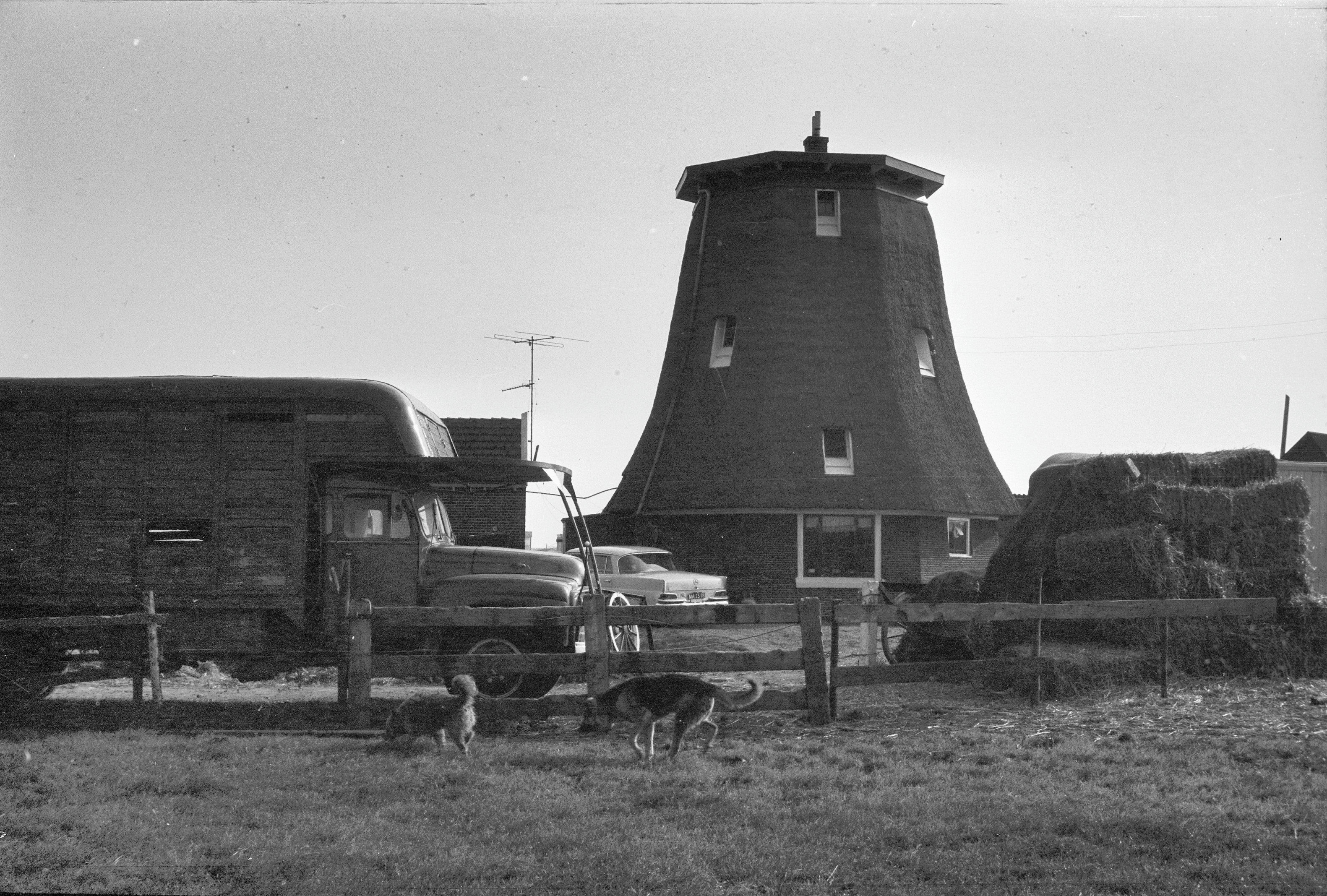
Romp van de molen in 1969